# The Miserable Mill
The Miserable Mill (Brasil: Serraria Baixo-Astral / Portugal: Lugar Tenebroso) é o quarto livro da série A Series of Unfortunate Events. Foi escrito por Lemony Snicket, pseudônimo do autor Daniel Handler, e ilustrado por Brett Helquist. Foi lançado em 15 abril de 2000.

## História
"Serraria Baixo-Astral" começa com os órfãos sentados num trem indo para Paltryville, sua nova casa. Sr. Poe está com eles. Quando eles chegam, Poe deixa as crianças no caminho da nova casa, a serraria. No caminho, eles vêem um prédio com forma de olho.
Eles foram forçados a trabalhar lá para seu novo guardião, Senhor, que em troca, deixará conde Olaf longe. Eles conhecem Charles, o simpático parceiro de Senhor. Charles mostra a eles a biblioteca da serraria, que tem somente três livros: Um de Senhor, um do prefeito e o último é da Dra. Orwell, a oftalmologista da cidade.
Klaus é levado ao oculista pois seus óculos foram quebrados por Flacutono, que passou o pé nele e volta estranho. O dia seguinte é o dia em que eles começam a trabalhar na serraria. O capataz dá as instruções a Klaus sobre como operar a máquina. Klaus causa um acidente derrubando a máquina em Phil, um trabalhador otimista. O capataz, de nome Flacutono, diz uma palavra estranha e todos perguntam o que significa. Klaus (que voltou ao normal de repente) explica o significado. Ele não se lembra do que aconteceu. O capataz Flacutono novamente passa o pé nele, mais uma vez quebrando seus óculos. Desta vez, Violet e Sunny vão com ele ao consultório da oftalmologista.
Dra. Orwell fica no prédio com forma de olho. Eles batem na porta e Dra. Orwell abre-a. Ela é muito simpática e segura um bastão. Fala para as irmãs esperarem na sala de espera. Lá, encontram conde Olaf fantasiado de Shirley, uma recepcionista. VIolet aprende que Klaus foi e está sendo hipnotizado por Dra. Orwell que esteve em parceria com Olaf.
Quando chegam na Serraria, encontram um bilhete sobre Senhor querer falar com eles. Ele os fala que se outro acidente acontecesse, ele os daria para Shirley.
Eles põem Klaus na cama e vão à biblioteca. Eles lêem a noite toda o livro doado por Orwell. Violet aprende que há um comando que hipnotiza e um que desipnotiza. Eles ouvem que a serraria começou mais cedo e correm para ver o que aconteceu.
Eles encontram Charles preso num tronco que está indo na direção de uma serra. Eles vêem que Klaus está empurrando o tronco e que Flacutono está dando ordens. Violet aprende a palavra de comando ("sortudo") e acontece uma grande briga. Olaf e Orwell vêm e estragam tudo. Violet lembra-se que a palavra que Flacutono falou ("exorbitante") desipnotizou Klaus e ela o faz. Sunny e Dra. Orwell tem uma briga de dentes e espadas. Violet é pega por Olaf e Flacutono. Klaus tenta soltar Charles. Sr. Poe e Senhor chegam. Depois, acidentalmente a serra acerta Dra. Orwell, causando-lhe a morte.
Os Baudelaire explicam o que aconteceu no escritório de Senhor. A história termina quando Olaf joga um livro na janela e escapa para fora com Flacutono (que é o careca de nariz comprido disfarçado). Senhor manda os Baudelaire para o colégio interno.

## Edição em paperback
Nos Estados Unidos, a coleção Desventuras em Série foi lançada em capa dura. Agora está sendo lançado uma nova versão em paperback (brochura). Em cada livro além do título original há um título opcional. O quarto livro será lançado em 2009. O nome é The Miserable Mill or, Hypnotism! (que em português é O Engenho Miserável ou, hipnotismo! O nome "O Engenho Miserável", no Brasil, é "Serraria Baixo-Astral"). Além disso, também possui uma capa nova, comentários de Lemony Snicket e ilustrações inéditas.